# Divisiones Regionales de la Región de Murcia 1974-75
Las divisiones regionales de fútbol son las categorías de competición futbolística de más bajo nivel en España, en las que participan deportistas aficionados, no profesionales. En las provincias de Murcia, Albacete y Alicante su administración corre a cargo de la Federación Regional Murciana de Clubes de Fútbol. Inmediatamente por encima de estas categorías estaba la Tercera División española.
En la temporada 1974-1975 las divisiones regionales se dividen en Regional Preferente, Primera Regional y Segunda Regional.
El campeón de Regional Preferente asciende a Tercera División.

## Regional Preferente

### Clasificación
|  |     | Equipos de fútbol         | PJ | G  | E  | P  | GF  | GC | Dif | Pts |
|  | --- | ------------------------- | -- | -- | -- | -- | --- | -- | --- | --- |
|  | 1.  | Albacete Balompié         | 38 | 27 | 6  | 5  | 111 | 31 | +80 | 60  |
|  | 2.  | Alicante CF               | 38 | 24 | 5  | 9  | 71  | 34 | +37 | 53  |
|  | 3.  | UD Español SVR            | 38 | 20 | 9  | 9  | 45  | 35 | +10 | 49  |
|  | 4.  | Benidorm CD               | 38 | 21 | 4  | 13 | 54  | 43 | +11 | 46  |
|  | 5.  | Imperial CF               | 38 | 16 | 11 | 11 | 54  | 34 | +20 | 43  |
|  | 6.  | CD Cieza                  | 38 | 17 | 8  | 13 | 62  | 51 | +11 | 42  |
|  | 7.  | Atlético Muleño           | 38 | 16 | 9  | 13 | 51  | 42 | +9  | 41  |
|  | 8.  | CD Almoradí               | 38 | 17 | 7  | 14 | 49  | 49 | 0   | 41  |
|  | 9.  | AP Almansa                | 38 | 16 | 8  | 14 | 52  | 39 | +13 | 40  |
|  | 10. | UD Altea                  | 38 | 16 | 7  | 15 | 54  | 55 | -1  | 39  |
|  | 11. | Crevillente Industrial CF | 38 | 14 | 9  | 15 | 46  | 48 | -2  | 37  |
|  | 12. | CD Santa Pola             | 38 | 13 | 10 | 15 | 42  | 53 | -11 | 36  |
|  | 13. | Olímpico Juvenil          | 38 | 13 | 7  | 18 | 51  | 60 | -9  | 33  |
|  | 14. | CD Ilicitano              | 38 | 12 | 9  | 17 | 57  | 52 | +5  | 33  |
|  | 15. | SD Villajoyosa            | 38 | 13 | 7  | 18 | 48  | 65 | -17 | 33  |
|  | 16. | Callosa Deportiva CF      | 38 | 11 | 10 | 17 | 38  | 51 | -13 | 32  |
|  | 17. | UD Petrelense             | 38 | 11 | 9  | 18 | 33  | 58 | -25 | 31  |
|  | 18. | Pinatar CF                | 38 | 11 | 6  | 21 | 41  | 76 | -35 | 28  |
|  | 19. | CF Lorca Deportiva        | 38 | 9  | 7  | 22 | 37  | 63 | -26 | 25  |
|  | 20. | Mazarrón CF               | 38 | 6  | 6  | 26 | 41  | 98 | -57 | 18  |

Pts = Puntos; PJ = Partidos Jugados; G = Partidos Ganados; E = Partidos Empatados; P = Partidos Perdidos; GF = Goles Anotados; GC = Goles Recibidos
|  | Asciende a Tercera División  |
|  | Desciende a Primera Regional |

### Promoción de ascenso a Tercera División
| Ida; 8 de junio de 1975 | Alicante CF | 3:0 | RB Linense |  |  |

| Vuelta; 15 de junio de 1975 | RB Linense | 3:0 | Alicante CF |  |  |

| Desempate; 22 de junio de 1975 | Alicante CF | 0:2 | RB Linense |  |  |

### Promoción de permanencia
| Ida; 22 de junio de 1975 | DJ Bullense | 1:0 | Crevillente Industrial CF |  |  |

| Vuelta; 29 de junio de 1975 | Crevillente Industrial CF | 3:1 | DJ Bullense |  |  |

| Ida; 22 de junio de 1975 | UD Aspense | 3:1 | CD Santa Pola |  |  |

| Vuelta; 29 de junio de 1975 | CD Santa Pola | 1:0 | UD Aspense |  |  |

| El UD Aspense se retiró del campo en el partido de vuelta y perdió la eliminatoria. |

| Ida; 22 de junio de 1975 | Torrevieja CF | 1:3 | CD Ilicitano |  |  |

| Vuelta; 29 de junio de 1975 | CD Ilicitano | 3:0 | Torrevieja CF |  |  |

| Ida; 22 de junio de 1975 | Olímpico Juvenil | 2:2 | Abarán CF |  |  |

| Vuelta; 29 de junio de 1975 | Abarán CF | 1:0 | Olímpico Juvenil |  |  |

| Asciende a Regional Preferente Abarán CF      |
| Desciende a Primera Regional Olímpico Juvenil |

## Primera Regional

### Clasificación Grupo 1
|  |     | Equipos de fútbol     | PJ | G  | E  | P  | GF | GC  | Dif | Pts |
|  | --- | --------------------- | -- | -- | -- | -- | -- | --- | --- | --- |
|  | 1.  | CD Molinense          | 36 | 26 | 8  | 2  | 76 | 25  | +51 | 60  |
|  | 2.  | Cotillas FJ           | 36 | 21 | 7  | 8  | 77 | 31  | +46 | 49  |
|  | 3.  | Abarán CF             | 36 | 18 | 12 | 6  | 53 | 32  | +21 | 48  |
|  | 4.  | DJ Bullense           | 36 | 18 | 11 | 7  | 52 | 26  | +26 | 47  |
|  | 5.  | CD Mar Menor          | 36 | 19 | 9  | 8  | 64 | 25  | +39 | 47  |
|  | 6.  | CF Huercalense        | 36 | 17 | 10 | 9  | 65 | 34  | +31 | 44  |
|  | 7.  | CD Lumbreras          | 36 | 16 | 10 | 10 | 36 | 36  | +10 | 42  |
|  | 8.  | Deportiva Minera      | 36 | 15 | 11 | 10 | 61 | 43  | +18 | 41  |
|  | 9.  | Caravaca CF           | 36 | 15 | 10 | 11 | 58 | 42  | +16 | 40  |
|  | 10. | Águilas CF            | 36 | 16 | 8  | 12 | 57 | 41  | +16 | 40  |
|  | 11. | Blanca OJE            | 36 | 15 | 7  | 14 | 57 | 51  | +6  | 37  |
|  | 12. | CD La Unión           | 36 | 12 | 12 | 12 | 44 | 40  | +4  | 36  |
|  | 13. | CD Ceutí              | 36 | 11 | 9  | 16 | 39 | 41  | -2  | 31  |
|  | 14. | CD Bala Azul          | 36 | 9  | 11 | 16 | 44 | 69  | -25 | 29  |
|  | 15. | CR Repesa             | 36 | 8  | 9  | 19 | 34 | 72  | -38 | 25  |
|  | 16. | CF Santomera          | 36 | 9  | 6  | 21 | 42 | 66  | -24 | 24  |
|  | 17. | CD Torre Pacheco      | 36 | 9  | 4  | 23 | 30 | 72  | -42 | 22  |
|  | 18. | CD Plus Ultra         | 36 | 5  | 5  | 26 | 31 | 86  | -55 | 15  |
|  | 19. | Beniel CF             | 36 | 1  | 5  | 30 | 20 | 118 | -98 | 7   |
|  | 20. | Gran Peña Cartagenera | 0  | 0  | 0  | 0  | 0  | 0   | 0   | 0   |

Pts = Puntos; PJ = Partidos Jugados; G = Partidos Ganados; E = Partidos Empatados; P = Partidos Perdidos; GF = Goles Anotados; GC = Goles Recibidos
|  | Asciende a Regional Preferente |
|  | Desciende a Segunda Regional   |

### Clasificación Grupo 2
|  |     | Equipos de fútbol     | PJ | G  | E  | P  | GF | GC  | Dif | Pts |
|  | --- | --------------------- | -- | -- | -- | -- | -- | --- | --- | --- |
|  | 1.  | Rayo Ibense CF        | 38 | 24 | 8  | 6  | 65 | 32  | +33 | 56  |
|  | 2.  | Atlético Albacete     | 38 | 21 | 12 | 5  | 72 | 21  | +51 | 54  |
|  | 3.  | UD Aspense            | 38 | 22 | 6  | 10 | 70 | 41  | +29 | 50  |
|  | 4.  | Torrevieja CF         | 38 | 20 | 8  | 10 | 70 | 45  | +25 | 48  |
|  | 5.  | Muchamiel CF          | 38 | 19 | 5  | 14 | 79 | 51  | +28 | 43  |
|  | 6.  | CP Pozo Cañada        | 38 | 17 | 9  | 12 | 51 | 48  | +3  | 43  |
|  | 7.  | Sporting La Gineta CF | 38 | 17 | 8  | 13 | 75 | 51  | +24 | 42  |
|  | 8.  | Monóvar CD            | 38 | 18 | 5  | 15 | 73 | 60  | +13 | 41  |
|  | 9.  | Alone CF              | 38 | 16 | 9  | 13 | 59 | 57  | +2  | 41  |
|  | 10. | Bañeres UD            | 38 | 13 | 13 | 12 | 58 | 56  | +2  | 39  |
|  | 11. | CD Tháder             | 38 | 15 | 9  | 14 | 43 | 35  | +8  | 39  |
|  | 12. | UD Onil               | 38 | 14 | 10 | 14 | 56 | 56  | 0   | 38  |
|  | 13. | Novelda CF            | 38 | 13 | 10 | 15 | 70 | 66  | +4  | 36  |
|  | 14. | Calpe CF              | 38 | 13 | 9  | 16 | 54 | 62  | -8  | 35  |
|  | 15. | SD Castalla           | 38 | 12 | 9  | 17 | 49 | 71  | -22 | 33  |
|  | 16. | Atlético Tobarra      | 38 | 12 | 9  | 17 | 47 | 55  | -8  | 33  |
|  | 17. | CD Dolores            | 38 | 11 | 10 | 17 | 46 | 55  | -9  | 32  |
|  | 18. | Atlético Orihuela     | 38 | 8  | 8  | 22 | 47 | 87  | -40 | 24  |
|  | 19. | CD Albatera           | 38 | 5  | 12 | 21 | 34 | 71  | -37 | 22  |
|  | 20. | CR Eldense            | 38 | 1  | 9  | 28 | 31 | 129 | -98 | 11  |

Pts = Puntos; PJ = Partidos Jugados; G = Partidos Ganados; E = Partidos Empatados; P = Partidos Perdidos; GF = Goles Anotados; GC = Goles Recibidos
|  | Asciende a Regional Preferente |
|  | Desciende a Segunda Regional   |

## Segunda Regional

### Clasificación Grupo 1
|  |     | Equipos de fútbol     | PJ | G  | E | P  | GF | GC  | Dif | Pts |
|  | --- | --------------------- | -- | -- | - | -- | -- | --- | --- | --- |
|  | 1.  | CP Tarazona           | 26 | 19 | 4 | 3  | 76 | 27  | +49 | 42  |
|  | 2.  | CP La Roda            | 26 | 17 | 5 | 4  | 61 | 34  | +27 | 39  |
|  | 3.  | Madrigueras UD        | 26 | 17 | 5 | 4  | 67 | 25  | +42 | 39  |
|  | 4.  | CP Villarrobledo      | 26 | 15 | 6 | 5  | 81 | 23  | +58 | 36  |
|  | 5.  | CF Chinchilla         | 26 | 13 | 5 | 8  | 67 | 45  | +22 | 31  |
|  | 6.  | Hellín SD             | 26 | 15 | 2 | 9  | 65 | 37  | +28 | 30  |
|  | 7.  | CD Muebles La Rosa    | 26 | 12 | 4 | 10 | 58 | 41  | +17 | 28  |
|  | 8.  | CD Peñas de San Pedro | 26 | 10 | 6 | 10 | 34 | 41  | -7  | 26  |
|  | 9.  | Ontur CF              | 26 | 10 | 5 | 11 | 60 | 60  | 0   | 25  |
|  | 10. | CP Balazote           | 26 | 11 | 1 | 14 | 39 | 50  | -11 | 23  |
|  | 11. | CP Villamalense       | 26 | 6  | 6 | 14 | 39 | 60  | -21 | 18  |
|  | 12. | Atlético Ibañés       | 26 | 4  | 4 | 18 | 24 | 82  | -58 | 12  |
|  | 13. | Munera CF             | 26 | 4  | 2 | 20 | 33 | 82  | -49 | 8   |
|  | 14. | CD Salesianos         | 26 | 0  | 3 | 23 | 13 | 110 | -97 | 0   |

Pts = Puntos; PJ = Partidos Jugados; G = Partidos Ganados; E = Partidos Empatados; P = Partidos Perdidos; GF = Goles Anotados; GC = Goles Recibidos
|  | Asciende a Primera Regional |

### Clasificación Grupo 2
|  |     | Equipos de fútbol          | PJ | G  | E  | P  | GF | GC  | Dif  | Pts |
|  | --- | -------------------------- | -- | -- | -- | -- | -- | --- | ---- | --- |
|  | 1.  | Club Juventud Alcantarilla | 30 | 20 | 8  | 2  | 86 | 34  | +52  | 48  |
|  | 2.  | CD Ilorcitano              | 30 | 19 | 5  | 6  | 65 | 28  | +37  | 43  |
|  | 3.  | CD Levante                 | 30 | 18 | 6  | 6  | 84 | 34  | +50  | 42  |
|  | 4.  | Alcantarilla CF            | 30 | 18 | 6  | 6  | 59 | 35  | +24  | 42  |
|  | 5.  | UD Cabezo de Torres        | 30 | 17 | 6  | 7  | 83 | 43  | +40  | 40  |
|  | 6.  | Puente Tocinos CF          | 30 | 14 | 10 | 6  | 51 | 42  | +9   | 38  |
|  | 7.  | Calasparra CF              | 30 | 16 | 4  | 10 | 72 | 45  | +27  | 36  |
|  | 8.  | CCR Monteagudo             | 30 | 11 | 10 | 9  | 65 | 61  | +4   | 32  |
|  | 9.  | El Palmar CF               | 30 | 11 | 9  | 10 | 50 | 49  | +1   | 31  |
|  | 10. | Espinardo CF               | 30 | 9  | 8  | 13 | 46 | 49  | -3   | 26  |
|  | 11. | UD Alhameña                | 30 | 9  | 3  | 18 | 57 | 65  | -8   | 21  |
|  | 12. | CD Vera Cruz               | 30 | 7  | 9  | 14 | 44 | 62  | -18  | 21  |
|  | 13. | CD Pliego                  | 30 | 7  | 6  | 17 | 32 | 53  | -21  | 20  |
|  | 14. | Guardia de Franco CF       | 30 | 6  | 5  | 19 | 42 | 97  | -55  | 17  |
|  | 15. | Club Crao                  | 30 | 4  | 5  | 21 | 44 | 82  | -38  | 13  |
|  | 16. | Atlético Mazarrón          | 30 | 4  | 0  | 26 | 25 | 126 | -101 | 8   |

Pts = Puntos; PJ = Partidos Jugados; G = Partidos Ganados; E = Partidos Empatados; P = Partidos Perdidos; GF = Goles Anotados; GC = Goles Recibidos
|  | Asciende a Primera Regional |

### Clasificación Grupo 3
|  |     | Equipos de fútbol        | PJ | G  | E | P  | GF | GC  | Dif | Pts |
|  | --- | ------------------------ | -- | -- | - | -- | -- | --- | --- | --- |
|  | 1.  | Hércules Atlético        | 30 | 22 | 5 | 3  | 90 | 19  | +71 | 49  |
|  | 2.  | CD Biarense              | 30 | 23 | 1 | 6  | 70 | 36  | +34 | 47  |
|  | 3.  | CD La Nucía              | 30 | 23 | 0 | 7  | 61 | 30  | +31 | 46  |
|  | 4.  | Rigas CF                 | 30 | 16 | 7 | 7  | 52 | 32  | +20 | 39  |
|  | 5.  | Sax CF                   | 30 | 15 | 4 | 10 | 57 | 32  | +25 | 34  |
|  | 6.  | Jijona CF                | 30 | 16 | 2 | 11 | 49 | 30  | +19 | 34  |
|  | 7.  | CRD Hondón de las Nieves | 30 | 14 | 5 | 11 | 52 | 46  | +6  | 33  |
|  | 8.  | CD Sagrado Corazón       | 30 | 12 | 9 | 9  | 57 | 51  | +6  | 33  |
|  | 9.  | CD Caudetano             | 30 | 11 | 5 | 13 | 53 | 53  | 0   | 27  |
|  | 10. | CD Zahor Algueña         | 30 | 11 | 4 | 14 | 48 | 43  | +5  | 26  |
|  | 11. | CD San Juan              | 30 | 10 | 5 | 15 | 46 | 52  | -6  | 25  |
|  | 12. | Pinoso CF                | 30 | 8  | 8 | 14 | 36 | 54  | -18 | 24  |
|  | 13. | CD Agostense             | 30 | 9  | 4 | 17 | 37 | 55  | -18 | 22  |
|  | 14. | AD Romanense             | 30 | 7  | 4 | 19 | 32 | 65  | -33 | 18  |
|  | 15. | Guardia de Franco Elda   | 30 | 5  | 5 | 20 | 28 | 84  | -56 | 15  |
|  | 16. | Ifach                    | 30 | 1  | 2 | 27 | 14 | 100 | -86 | 4   |

Pts = Puntos; PJ = Partidos Jugados; G = Partidos Ganados; E = Partidos Empatados; P = Partidos Perdidos; GF = Goles Anotados; GC = Goles Recibidos
|  | Asciende a Primera Regional |

### Clasificación Grupo 4
|  |     | Equipos de fútbol              | PJ | G  | E | P  | GF | GC | Dif | Pts |
|  | --- | ------------------------------ | -- | -- | - | -- | -- | -- | --- | --- |
|  | 1.  | UD Santa Lucía                 | 26 | 16 | 4 | 6  | 53 | 32 | +21 | 36  |
|  | 2.  | CD Montesinos                  | 26 | 16 | 4 | 6  | 69 | 42 | +27 | 36  |
|  | 3.  | Marinense CF                   | 26 | 16 | 2 | 8  | 52 | 26 | +26 | 34  |
|  | 4.  | CD Júpiter                     | 26 | 14 | 6 | 6  | 55 | 36 | +19 | 34  |
|  | 5.  | CD Roldán                      | 26 | 16 | 2 | 8  | 62 | 36 | +26 | 34  |
|  | 6.  | UD Horadada                    | 26 | 13 | 5 | 8  | 43 | 36 | +7  | 31  |
|  | 7.  | El Raal CF                     | 26 | 12 | 4 | 10 | 40 | 31 | +9  | 28  |
|  | 8.  | CD Catral                      | 26 | 11 | 6 | 9  | 47 | 45 | +2  | 28  |
|  | 9.  | CD Unionense                   | 26 | 9  | 5 | 12 | 34 | 42 | -8  | 23  |
|  | 10. | Atlético San Miguel de Salinas | 26 | 7  | 7 | 12 | 29 | 40 | -11 | 21  |
|  | 11. | CD El Esparragal               | 26 | 7  | 6 | 13 | 37 | 49 | -12 | 20  |
|  | 12. | Los Alcázares CF               | 26 | 8  | 4 | 14 | 33 | 50 | -17 | 20  |
|  | 13. | CD Algar                       | 26 | 3  | 6 | 17 | 27 | 55 | -28 | 12  |
|  | 14. | Redován CF                     | 26 | 3  | 1 | 22 | 27 | 88 | -61 | 7   |

Pts = Puntos; PJ = Partidos Jugados; G = Partidos Ganados; E = Partidos Empatados; P = Partidos Perdidos; GF = Goles Anotados; GC = Goles Recibidos
|  | Asciende a Primera Regional |

## Promoción ascenso y permanencia en Primera y Segunda Regional
| Ida; 22 de junio de 1975 | Marinense CF | 2:4 | CD La Unión |  |  |

| Vuelta; 29 de junio de 1975 | CD La Unión | 6:0 | Marinense CF |  |  |

| CD La Unión logra la permanencia en Primera Regional aunque posteriormente se retira de la competición. |
| Marinense CF no asciende y permanece en Segunda Regional.                                               |

| Ida; 22 de junio de 1975 | Rigas CF | 1:2 | UD Onil |  |  |

| Vuelta; 29 de junio de 1975 | UD Onil | 5:0 | Rigas CF |  |  |

| UD Onil logra la permanencia en Primera Regional.     |
| Rigas CF no asciende y permanece en Segunda Regional. |

| Ida; 22 de junio de 1975 | CD Ceutí | 3:0 | Madrigueras UD |  |  |

| Vuelta; 29 de junio de 1975 | Madrigueras UD | 1:1 | CD Ceutí |  |  |

| CD Ceutí logra la permanencia en Primera Regional.          |
| Madrigueras UD no asciende y permanece en Segunda Regional. |

| Ida; 22 de junio de 1975 | CD Levante | 0:1 | Novelda CF |  |  |

| Vuelta; 29 de junio de 1975 | Novelda CF | 3:0 | CD Levante |  |  |

| Novelda CF logra la permanencia en Primera Regional.    |
| CD Levante no asciende y permanece en Segunda Regional. |

| Ida; 22 de junio de 1975 | CP Villarrobledo | 3:0 | CD Bala Azul |  |  |

| Vuelta; 29 de junio de 1975 | CD Bala Azul | 1:0 | CP Villarrobledo |  |  |

| CP Villarrobledo asciende a Primera Regional.        |
| CD Bala Azul no desciende y ocupa una plaza vacante. |

| Ida; 22 de junio de 1975 | Calpe CF | 3:1 | CD La Nucía |  |  |

| Vuelta; 29 de junio de 1975 | CD La Nucía | 0:0 | Calpe CF |  |  |

| Calpe CF logra la permanencia en Primera Regional.       |
| CD La Nucía no asciende y permanece en Segunda Regional. |

| Ida; 22 de junio de 1975 | CR Repesa | 2:1 | CD Júpiter |  |  |

| Vuelta; 29 de junio de 1975 | CD Júpiter | 2:0 | CR Repesa |  |  |

| CD Júpiter asciende a Primera Regional.           |
| CR Repesa no desciende y ocupa una plaza vacante. |

| Ida; 22 de junio de 1975 | Alcantarilla CF | 0:1 | SD Castalla |  |  |

| Vuelta; 29 de junio de 1975 | SD Castalla |  | Alcantarilla CF |  |  |

| Alcantarilla CF asciende a Primera Regional.        |
| SD Castalla no desciende y ocupa una plaza vacante. |